# Fray Lesco
Domingo Doreste Rodríguez, conocido como Fray Lesco, (Las Palmas de Gran Canaria, 1868-1940) fue un escritor, periodista e ideólogo español, fundador de la Escuela de Arte Luján Pérez. Es considerado como el principal representante del “espíritu del 98” en Canarias.

## Trayectoria
En 1893, se marchó a Salamanca donde se licenció en Derecho en 1899. Entre 1900 y 1902 continuó sus estudios en la Universidad de Bolonia. En 1911, regresó a Gran Canaria y es considerado como el principal representante del “espíritu del 98” en Canarias. En 1918, fundó la Escuela de Artes Decorativas Luján Pérez, en la que impartió Lecciones de Estética.
Su primer artículo localizado apareció en abril de 1894 en El Defensor de la Patria de Las Palmas de Gran Canaria. Alternó sus colaboraciones tanto en publicaciones insulares (El Fígaro, Las Efemérides) como salmantinas (El Estudiante de Salamanca, del que fue director y cofundador, y el periódico de corte católico El Lábaro). Otros periódicos que acogieron sus escritos fueron Unión Liberal, España, El Trabajo, La Mañana, Diario de Las Palmas, Ecos (en el que publicó, en 1917, sus  textos en contra del regreso de los jesuitas a Las Palmas de Gran Canaria), El Tribuno, la revista Florilegio, La Provincia, La Crónica (acogió, en 1917, “Los decoradores de mañana”, considerado el germen público de la Escuela Luján Pérez), La Jornada, El Liberal, El País y Hoy. También, en la primera década del siglo, colaboró con el Abc de Madrid, La Correspondencia de España, la Revista de Municipios y la revista Canarias, de Buenos Aires.
En 1918, junto con Juan Carló, el arquitecto Enrique García Cañas, e, inicialmente, Nicolás Massieu y Matos, fundó la Escuela de Artes Decorativas Luján Pérez, de la que fue su director el pintor Juan Carló hasta su fallecimiento en 1927. Esta escuela se considera su principal  obra. En 1931, aparecieron en el periódico El País de Pedro Perdomo Acedo sus Cartas a un católico, recientemente recogidas en un volumen. Al año siguiente se estrenó en el Teatro Pérez Galdós La zahorina, zarzuela de ambiente canario con libreto de Fray Lesco y música de su hijo Víctor Doreste Grande.

## Reconocimientos
La Asociación de la Prensa de Las Palma nombró a Fray Lesco, en 1902, presidente de la organización periodística. En 1922, fue nombrado Delegado Regio en Bellas Artes. Posteriormente, en 1934, fue nombrado vocal de la Sociedad Amigos del Arte Néstor de la Torre.
En 2023, parte de su obra fue recogida en la muestra titulada Isla de Arte. Una colección para el Museo de Bellas Artes de Gran Canaria organizada por el Cabildo Insular de Gran Canaria, para visibilizar la colección artística de esta entidad.

## Obra
- 1931 – Cartas a un católico. El País.
- 1932 – La zahorina.
- 1954 – Crónicas de Fray Lesco.